# История Дюссельдорфского трамвая
История становления трамвайной сети в Дюссельдорфе, как столице земли Северный Рейн-Вестфалия (Германия), начинается с 1876 года. Тогда появились первые трамваи на конной тяге. В 70-е годы XX века трамвайная сеть была существенно перестроена в связи с пуском первой подземной линии метротрама. Одновременно уменьшилась общая протяжённость трамвайных путей. Но и сегодня перспектива развития трамвая в городе не ставится под сомнение[кем?].

## Начало истории трамвая

### Трамвай на конной тяге
Первая конка на улицах Дюссельдорфа появилась 6 февраля 1876 года. Акционерное общество было организовано бельгийским предпринимателем Леопольдом Бойертом, выигравшим конкурс 29 сентября 1875 года. Он получает концессию сроком на 25 лет, но на невыгодных условиях. Договор предусматривал взимание в первые годы в пользу городской казны 3 % от валового дохода, плюс 500 немецких марок в виде налога и, в любом случае, оплату 1200 марок за каждый действующий участок трамвайной линии. Также предусматривалось, что через 5 и 10 лет налог должен был повышаться ещё на 400 немецких марок. Предусматривались и чисто технические ограничения: трамваи должны были ходить с 15-минутным тактом, со скоростью не более 12 км/час, занимая не более 2,2 метра ширины проезжей части. Кроме того, вводилось в обязанность в течение трёх месяцев открыть 5 километров линий. По истечении срока концессии все пути, подвижной состав и прочая инфраструктура автоматически отходила в собственность города. И, наконец, администрация города оставляла за собой право (в случае неудовлетворённостью состоянием дел в акционерном обществе) на консервацию трамвайных путей и даже их демонтаж.
Вопреки всем этим очень неблагоприятным условиям работы начались 19 января 1876 года. И уже 6 февраля были открыты две первых линии. Первая вела от площади Бургплатц через улицы Флингерштрассе — Миттельштрассе — Казерненштрассе — Гарольдштрассе до железнодорожного вокзала Бергиш-Меркишер-Банхоф (БМБ). Вторая линия также начиналась в центре города на Бургплац и через улицы Флингерштрассе — Эльберфельдер Штрассе и Шадовштрассе приводила к концертному залу Тонхалле. Наконец, 20 февраля 1876 года была введена в строй третья линия трамвая, также начинавшаяся на Бургплац. Через современную улицу Кёнигзаллее она приводила к вокзалу БМБ. Все три линии составляли 2,6 км длины. Нигде не было официально принятых остановочных пунктов. Пассажиры садились и сходили с трамвая там, где хотели.
В следующем году функционировало уже пять линий общей протяжённостью 11,1 км. Центральная площадь Бургплац благодаря им превратилась в важный городской транспортный узел. Трамвайные пути к парку Флора пересекали железную дорогу. Это нарушало принятые в рельсостроительстве стандарты и движение трамваев через железную дорогу было запрещено. Только 10 августа 1888 года линия на Флору продолжила работу, но пассажиры должны были пересекать железнодорожные пути в пешем порядке. В 1878 году временное депо, размещавшееся в центре города на берегу Рейна, было переведено в специально построенное здание на Нордштрассе. До конца 1878 года трамваи перевезли 1,5 миллиона пассажиров, которые оплачивали от 10 до 30 центов за поездку.
Трамвайная сеть начинает реконструироваться с середины 1880-х годов. Укреплялось основание под старыми трамвайными путями. Места разъездов продлевались таким образом, что местами прокладывались, по-существу, вторые пути. В эти же годы начинают проявляться противоречия между Бойертом и городом. Бойерт основал общество «Societe Anonyme de Tramways de Düsseldorf», занял в нём место председателя и превратил его во владельца концессии. Хотя в договоре и предусматривалась такая возможность, но подобный поворот оказался нежелателен для города. Спорным пунктом стала коммерческая деятельность трамвайного общества. Доход от его деятельности был столь незначительным, что новая организация стала добиваться пересмотра концессионного соглашения. Город, со своей стороны, желал ускорения строительства новых трамвайных линий, но ничем не помогал уменьшить значительные расходы трамвайного общества на эти цели. Положение спорящих сторон усугублялось тем, что к новому главному железнодорожному вокзалу было необходимо проложить новые трамвайные линии и в целом переориентировать трамвайную сеть, что несло трамвайному обществу значительные дополнительные расходы. В конце концов город нашёл заинтересованное лицо, с которым заключил новый договор, что привело к возникновению открытого конфликта с имеющим все юридические права Societe Anonyme de Tramways de Düsseldorf. И тут город посчитал, что настало время применить тот пункт договора, который позволял ему в случае неудовлетворительной деятельности трамвайного общества, взять его под свой контроль и управление, что и произошло 1 июля 1892 года. В качестве неустойки Бойерт получил единовременно 200 тысяч немецких марок и затем за каждый из последующих девяти лет примерно по 100 тысяч нем. марок.
После завершения скандала трамвайная сеть Дюссельдорфа была передана в аренду сроком на десять лет Вильгельму Августу фон Типпельскирхену, — директору конного трамвая города Кобленц. Он начал свою деятельность с немедленного строительства новых участков трамвайных путей. Первый такой участок, в соответствии с городским планом, вёл к новому железнодорожному вокзалу от улицы Ост-штрассе через улицу Бисмарк-штрассе. Он был открыт уже 3 августа 1892 года. 13 августа и 4 сентября были введены в строй ещё два участка, дотянувших конку до улицы Шютцен-штрассе. Также 4 сентября открылось движение трамваев от улицы Ост-штрассе по улице Бан-штрассе к преобразованной площади Граф-Адольф-Плац.
Одновременно с изменением руководства трамвайной сетью были изменены и правила проезда, в том числе упразднены самопроизвольные остановки трамваев и введены постоянные остановочные пункты. Стоимость проезда разделили на два класса: первый и второй, немного понизив стоимость. Это привело к росту числа пассажиров и трамвайная сеть начала приносить прибыль, сделавшись рентабельной.
10 ноября 1893 года торжественно открылось новое депо на улице Эркратер-штрассе, освободив перегруженное депо на Норд-штрассе. Оно было необычно тем, что представляло двухэтажное здание и вагоны с помощью подъёмника переправлялись в полуподвальное помещение. На Норд-штрассе остались только стойла для лошадей. В эти два года, благодаря инвестициям барона Типпельскирхена общая длина трамвайных линий удвоилась, в том числе благодаря открытию нового участка от Площади Граф-Адольф-Плац через улицы Кавалерие-штрассе и Лоретто-штрассе до церкви в Бильке.
Несмотря на большие финансовые издержки, все последующие линии строились двухпутными, а на ранее проложенных линиях укладывались вторые пути. В 1898 году общая длина трамвайной сети на конной тяге достигла 23,7 км, а вагоны стали ходить с 5-минутным тактом. Вагонный парк насчитывал 88 машин, при наличии 370 лошадей. В эти же годы началась эра электрических трамваев.

### Трамвай на электрической тяге
Первый электрический трамвай вышел на маршрут 27 января 1896 года. Это было обговорено в договоре между городом и бароном Типпельскирхеном от 12 июля 1894 года. Первой электрифицированной линией стал участок между Графенбергом (Grafenberg) и Верханом (Wehrhahn). Несмотря на разъяснения, не все хозяева домов согласились на размещение креплений для контактного провода на своих строениях, поэтому пришлось сооружать автономную контактную сеть. Затем к линии присоединили участок, ведущий через Рат (Rath) в Ратинген (Ratingen). Электротрамвай оказался более эффективным и прибыльным, чем трамвай на конной тяге, поэтому городские власти 29 марта 1989 года приняли решение об электрификации всех городских трамвайных линий.
Работа была поручена Нюрнбергскому акционерному обществу электрификации. Полномасштабные работы начались 30 января 1899 года. Первого июля этого же года был аннулирован договор с бароном Типпельскирхеном и трамвайными дорогами стал заниматься город, причём сам барон был назначен руководителем городского трамвайного предприятия. Электрификация путей, протяжённостью 28, 8 км продолжалась до ноября 1899 года и обошлась в 3,2 миллиона марок. К 1 июля 1900 года электрические трамваи пошли по всем линиям. Последний трамвай на конной тяге видели на улицах Дюссельдорфа 21 июня этого же года. За свой последний год работы конка перевезла примерно 10 миллионов пассажиров. Также был электрифицирован участок до города Ратинген и был куплен городом Дюссельдорфом 1 июля 1901 года.
Уже за первый год эксплуатации электрическим трамваем воспользовалось 23,1 миллиона пассажиров. В 1902 году разрешённая скорость трамваев возросла с 12 до 15 км/час, а с 1904 года предельная скорость движения возросла до 18-20 км/час. С 1906 года вместо написания названия линий стали применять окрашенные в различные цвета цифры номеров маршрутов.
В последующие годы трамвайная сеть претерпела многочисленные изменения. Общая длина постоянно претерпевала изменения, то уменьшаясь, то увеличиваясь, но в итоге непрерывно возрастая. Непрерывно расширялся парк вагонов, поэтому в 1909 и 1916 годах были построены новые трамвайные депо. Также испытывались и вводились технические инновации. Например, в 1909 году были применены электрические стрелочные переводы, приводившиеся в действие через контактный провод. С 1910 года штанговые токоприёмники стали заменяться на бугельные. Также проводился эксперимент по установке автоматов по продаже билетов. Так как американское устройство себя не оправдало, то в трамваях работали кассиры. Для облегчения проезда пассажиров через тарифные зоны ввели переходные тарифы.
С целью упрощения производственного процесса одноколейные линии заменялись на двухколейные, а тупиковые участки снабжались стрелочными переводами. Кроме того, интенсивно вводились новые линии, поэтому уже перед Первой мировой войной функционировало 16 маршрутов.
Как видно из прилагаемой выше таблицы, на каждом трамвае был указан не только номер маршрута, но и присутствовал цветной трафарет с надписью названия линии движения. После войны цветные таблички больше не использовались.
Во время войны многие трамвайные профессии заняли женщины. В тех условиях невозможно было выдерживать 5-минутный такт движения и пришлось перейти на 10-минутный такт. Кроме того, несколько маршрутов были заморожены полностью или частично. С введением так называемого «военного тарифа» оплата проезда была повышена. На трамвайную сеть была возложена обязанность заниматься грузоперевозками. Например, уголь привозили трамваями из города Мёрс и далее опять же трамваями развозили по Дюссельдорфу. Нередко к трамваям подсоединяли автомобили, устанавливая на них дополнительно стальные колёсные направляющие пары. Всё это вместе взятое ухудшало техническое состояние трамваев и рельсовых путей.
К концу войны техническое состояние трамвайной сети заметно ухудшилось, поскольку из-за инфляции не было средств на поддержание техники в нормальном рабочем состоянии. Таким образом, перед Дюссельдорфом встал вопрос об объединении всех частных трамвайных путей в единую городскую сеть. С 15 сентября 1920 года Акционерное предприятие Райнбан AG (Rheinbahn AG) берёт управление сетью на себя, с 1 января 1922 года начинает внедрять аренду, но по настоящему объединение происходит только 15 декабря 1936 года.

## Организация Рейнского транспортного акционерного общества (Rheinbahn AG)
25 марта 1896 года между городами Дюссельдорф и Крефельд была достигнута договоренность о строительстве трамвайной линии, которая соединила бы два города. Инициатором проекта выступил известный дюссельдорфский промышленник и предприниматель Генрих Люг. Для осуществления этого проекта общего трамвая было создано акционерное Рейнское транспортное общество (Rheinbahn AG). Управление транспортной компанией было поручено опытному специалисту по муниципальному управлению Фридриху Хауману.

### Первый дальний трамвайный участок
Люг, понимая, что для строительства городского трамвая на левом берегу Рейна, необходима земля для прокладки полотна и основательный мост через реку, начал скупать необходимые участки, тем самым ослабляя финансовые затруднения предстоящего предприятия. C этой же целью предприниматель приобрёл дополнительную землю в окрестностях. Районы были осушены, оборудованы дорогами и коммуникациями и проданы как участки под застройку. Таким образом на карте появился Оберкассель (современный административный район Дюссельдорфа). Компания также построила собственные штаб-квартиру, электростанцию и склад. Строительство моста на правый берег Дюссельдорфа было начато 1 сентября 1896 года, а движение — в 1898 году. Общая сумма затрат в золотых марках составила около 5,2 млн. Чтобы окупить эту большую сумму, с пользователей моста взималась плата.

## После Второй мировой войны

### 1990-е годы
После открытия подземного маршрута началась временная реконструкция площади Яна Веллема (Ян-Веллем-Плац). Сюда перестали заходить линии междугородных трамваев, схваченные подземный тоннелем на Хайнрих-Хайне Аллее (аллея Генриха Гейне). Площадь Яна Веллема перестала быть главным трамвайным пунктом города, передав эту роль главному вокзалу. Преобразование обошлось в 3,5 миллиона немецких марок (ДМ) и было завершено 10 августа 1992 года. Параллельно с этой работой впервые за долгие годы была введена в эксплуатацию новая наземная линия. К университету Генриха Гейне была проложена ветка длиной 800 метров, стоивших городу 12 миллионов немецких марок. Маршрут был открыт 14 декабря 1991 года. Линия 704 была продолжена от Кристофштрассе до новой остановки в Университете Ост / Ботанишер Гартен. Транспортное сообщение кампуса значительно улучшилось.
24 сентября 1993 года в связи с измененной пешеходной зоной города Нойс договор о шунтировании с Рейнбаном был расторгнут. Это привело к отсоединению центра города Нойс для U75, линия которого была построена 26 сентября 1993 года и которая вела через дюссельдорфский район Оберкассель в Нойс. С тех пор маршрут U75 заканчивается перед главным железнодорожным вокзалом в Нойсе. В то же время Рейнбан на оставшемся маршруте мог использовать вагоны B80 шириной 2,65 м. Город Нойс также пытался запретить трамвайную линию 709 из Дюссельдорфа через Южный мост в свою пешеходную зону. После того, как планы переместить линию 709 трамвая на боковую улицу были отклонены, появился альтернативный план по строительству подземного маршрута. Однако земельное правительство отказалось финансировать этот вариант, стоимость которого была оценена в 200 миллионов ДМ. Линия легкорельсового метротрама U75 была окончательно сформирована тогда, когда с главного железнодорожного вокзала в направлении Эллера открылся 1,6-километровый туннель. Она заменил наземную линию 707 маршрута к Веннхаузер Аллее. Подземный участок имеет две станции и обошёлся в 380 миллионов ДМ. В тот же день, что и туннель, была открыта короткая надземная новая линия от Ханзааллее до остановки Ам Зестерн. На этом участке стали ходить вагоны линии 717. С 27 февраля 1994 года по этому участку пошёл метротрам U77. С того времени туннели используются только метротрамом, а для трамвайных линий сохранились наземные участки и они являются, как правило, вспомогательными линиями.